# 小行星16714
小行星16714（16714 Arndt）是一颗绕太阳运转的小行星，为主小行星带小行星。该小行星于1995年9月21日发现。

## 轨道参数
小行星16714的轨道半长轴为2.8597886 UA，离心率为0.082。